# زواج المثليين في أستراليا
أصبح زواج المثليين قانونيا في أستراليا منذ 9 كانون الأول 2017. أقرّ البرلمان الأسترالي قانون تعديل الزواج (التعريف والحريات الدينية) 2017" في 7 كانون الأول 2017 للسماح بزواج المثليين، وحصل على الموافقة الملكية من الحاكم العام في اليوم التالي. دخل القانون حيز التنفيذ في 9 ديسمبر، ماقدم الاعتراف القانوني على الفور بزواج المثليين الذي تم عقده سابقا في الخارج. تم عقد أول حفل زواج مثلي بموجب القانون الأسترالي في 15 ديسمبر 2017. جاء إقرار القانون بعد استفتاء بريدي طوعي لجميع الأستراليين، حيث أيد 61.6% من المجيبين تشريع زواج المثليين.
تتوفر أنواع أخرى من الاعتراف القانوني بالعلاقات المثلية. وبموجب القانون الاتحادي، يمكن الاعتراف بالشركاء المثليين بكونهم في علاقات بحكم الواقع، والتي توفر معظم الحقوق والمسؤوليات الممنوحة للمتزوجين، رغم أن هذه الحقوق قد يصعب تأكيدها ولا يتم الاعتراف بها دائمًا في الممارسة العملية. على الرغم من عدم وجود مخطط وطني للاتحادات المدنية أو سجل العلاقات في أستراليا، فقد قامت معظم الولايات والأقاليم بتشريع الاتحادات المدنية أو الشراكات المنزلية. هذه الاتحادات والشراكات معترف بها كعلاقات بحكم الواقع بموجب القانون الفيدرالي.
قبل التصديق، تم تقديم 22 مشروع قانون متعلق بزواج المثليين إلى البرلمان الأسترالي بين سبتمبر/أيلول 2004 وأيار / مايو 2017، ولم يتم تمرير أي منها إلى قانون. جاءت هذه المحاولات الفاشلة بعد أن قامت حكومة هوارد بتعديل القانون في أغسطس 2004 لحظر زواج المثليين. تم تمرير قانون يسمح بزواج المثليين في إقليم العاصمة الأسترالية في ديسمبر/كانون الأول عام 2013، ولكن تم إبطاله من قبل المحكمة العليا الأسترالية على أساس أن مثل هذا القانون يمكن فقط تشريعه من الحكومة الفيدرالية.

## العلاقات بحكم الأمر الواقع
العلاقات بحكم الأمر الواقع، المعرفة في قانون «قانون الأسرة الاتحادي 1975»، متاحة للشركاء المغايرين والشركاء المثليين. توفر العلاقات بحكم الواقع للشركاء الذين يعيشون معا على أساس منزلي حقيقي مع العديد من نفس الحقوق والمزايا مثل الأزواج المتزوجين. يمكن أن يصبح شخصان شريكين بحكم الأمر الواقع عن طريق الدخول في علاقة مسجلة (أي: اتحاد مدني أو شراكة محلية) أو من خلال تقييمها من قِبَل محكمة الأسرة أو المحكمة الفيدرالية. عادة ما يتم الاعتراف بالشركاء الذين يعيشون معًا كعلاقة بحكم الأمر الواقع ما يجعلهم قادرين على المطالبة بالعديد من حقوق ومزايا الزوجين، حتى لو لم تكن علاقتهما مسجلة أو موثقة رسميا.

### إصلاحات حكومة رود 2008/09
في أعقاب تقرير لجنة حقوق الإنسان الأسترالية لعام 2007 «نفس الجنس: نفس الاستحقاقات»، ومراجعة تشريعات الكومنولث (أي: التشريعات الفيدرالية)، في عام 2009 قدمت حكومة رود عدة إصلاحات تهدف إلى المساواة في المعاملة للشركاء المثليين وعائلاتهم. وعدلت الإصلاحات 85 من قوانين الكومنولث للقضاء على التمييز ضد الشركاء المثليين وأطفالهم في مجموعة واسعة من المجالات. وجاءت هذه الإصلاحات في شكل قانونين في التشريعات، «قانون العلاقات المثلية (المساواة في المعاملة في إصلاح القوانين العامة للكومنولث) 2008» و «قانون العلاقات المثلية (المساواة في المعاملة في قوانين التقاعد للكومنولث) 2008». وقامت هذه القوانين، التي أقرت البرلمان في نوفمبر/تشرين الثاني 2008، بتعديل 70 قانوناً آخر من قوانين الكومنولث القائمة من أجل المساواة في معاملة الشركاء المثليين والأطفال الذين يربونهم. ونتيجة لهذه الإصلاحات، تم التعامل مع الشركاء المثليين على قدم المساواة مع الأزواج المغايرين في معظم مجالات القانون الفيدرالي.
فعلى سبيل المثال، فيما يتعلق بالضمان الاجتماعي وقانون الأسرة العام، لم يُعترف في السابق بالشركاء المثليين كشركاء لأغراض الضمان الاجتماعي أو المساعدة الأسرية. ويعامل الشخص الذي كان له شريك مثلي بحكم الأمر الواقع كشخص عازب. ضمنت الإصلاحات أنه لأول مرة بموجب القانون الأسترالي، تم الاعتراف بالشركاء المثليين كشركاء مثلهم مثل الشركاء المغايرين وبالتالي، يحصل الشريكان المثليان على نفس معدل الضمان الاجتماعي ومدفوعات المساعدة العائلية كزوجين مغايرين. بشكل عام، يتم التعامل مع شريكين في علاقة بحكم الواقع على قدم المساواة مع الزوجين في الإجراءات القانونية، مع وجود بعض الاختلافات الصغيرة في منازعات قانون الأسرة، بما في ذلك تسوية الممتلكات والاستحقاقات في النفقة الزوجية. على الرغم من المساواة الكبيرة في الحقوق، لا يمكن لأستراليا أن يكون لديها شراكة مسجلة، أو اتحاد مدني أو علاقة مسجلة مثلية على المستوى الفيدرالي نتيجة القيود الدستورية. بموجب الدستور الأسترالي لدى الحكومة الفيدرالية فقط بعض الصلاحيات المحددة، والتي بموجب القسم 51 (xxi) تتعلق فقط بـ«الزواج». وسيتعين على الولايات إحالة سلطاتها إلى الكومنولث للسماح بعلاقة شراكة مسجلة أو اتحاد مدني أو علاقة مدنية مثلية على المستوى الفيدرالي.

### التاريخ التشريعي قبل العلاقة بحكم الأمر الواقع
في عام 2004، تم إدخال تعديلات على قانون لصناعة الإشراف (الدائن) للسماح بدفع معاشات تقاعدية بدون ضرائب إلى الشريك الباقي على قيد الحياة في علاقة مترابطة، أو الشركاء المثليين، أو علاقة حيث يعتمد شخص ما مالياً على شخص آخر. قبل عام 2008، تم الاعتراف بالشركاء المثليين فقط من قبل الحكومة الفيدرالية في ظروف محدودة للغاية. على سبيل المثال، منذ التسعينات، تمكن الشركاء الأجانب المثليون للمواطنين الأستراليين من الحصول على تصاريح إقامة في أستراليا تُعرف باسم «تأشيرات الاعتماد المتبادل». بعد تحقيق وطني في التمييز المالي والمتعلق بالعمل ضد العلاقات المثلية، في 21 يونيو 2007، أصدرت لجنة حقوق الإنسان وتكافؤ الفرص تقريرها «نفس الجنس: نفس الاستحقاقات». حددت اللجنة 58 قانونًا وأحكامًا في قانون الكومنولث تميز بشكل صريح ضد الشركاء المثليين باستخدام مصطلح «عضو من الجنس الآخر».
وحظرت حكومة هوارد المحافظة السابقة إداراتها من تقديم طلبات إلى لجنة حقوق الإنسان وتكافؤ الفرص للتحقيق فيما يتعلق بالتمييز المالي الذي يعاني منه الشركاء المثليون.
وعلاوة على ذلك، من الممكن معاملة الأفراد في علاقة بحكم الأمر الواقع معاملة جوهرية مختلفة لشخص في الزواج. في حالة حدوث نهاية غير متوقعة لعلاقة بحكم الأمر الواقع (مثل وفاة شريك)، يجب على الشريك الباقي أن يثبت في كثير من الأحيان وجود علاقة لكي يتم تسجيله كأقرب الأقارب على شهادة الوفاة وتلقي المدفوعات الحكومية والوصول إلى معاش الشريك. هذه المتطلبات تختلف على أساس الولايات. وبالنظر إلى أنه قبل تشريع زواج المثليين، لم يكن لدى الشركاء المثليين خيار الزواج، مثلما فعل الأزواج المغايرون، فإن هذه التناقضات يمكن أن يكون لها أثر تمييزي بشكل خاص على الشركاء المغايرين. قد تكون حقوق الشريك في علاقة بحكم الأمر الواقع غير مفهومة بشكل جيد من قبل الإدارات الحكومية، مما يؤدي إلى حالات لم يتم فيها الدفاع عن حقوق الشريكين.
في أبريل/نيسان 2014، حكم قاضٍ في المحكمة الفيدرالية بأن شريكين مغايرين ولديهما طفل ويعيشان معًا لمدة 13 عامًا لم يكونا على علاقة بحكم الأمر الواقع، وبالتالي لم يكن للمحكمة ولاية قضائية لتقسيم ممتلكاتها بموجب قانون الأسرة بعد طلب الانفصال. وفي حكمه، قال القاضي إن «العلاقة (العلاقات) بحكم الأمر الواقع يمكن وصفها بأنها» شبيهة بالزواج«، ولكنها ليست زواجًا ولها اختلافات كبيرة اجتماعيًا وماليًا وعاطفيًا».
غالباً ما تواجه العلاقات بحكم الأمر الواقع عبء إثبات ثقيل قبل أن يتم الوصول إلى الحقوق التي يتم منحها تلقائيًا للزوجين. وهذا يعني أنه قد يتعين على الشركاء تقديم أدلة حول ترتيباتهم المعيشية ورعاية الأطفال، والعلاقة الجنسية، والتمويل، وملكية الممتلكات، والالتزام بحياة مشتركة، وكيفية تعريفهما عن نفسهما كشريكين في الأماكن العامة. يمكن أن يحدث هذا صعوبات عندما تكون العلاقات بحكم الأمر الواقع محل نزاع قانوني من قبل أشخاص آخرين، وعادة ما يكون أولئك أفراد العائلة الآخرين. ونادراً ما تواجه الزيجات مثل هذه الصعوبات حيث ينظر إليها بشكل عام على أنها فورية وغير قابلة للجدل.
وجد التقرير أن 100 من القوانين والأحكام بموجب القانون الاتحادي تميز ضد الشركاء المغايرين باستخدام مصطلح «عضو من الجنس الآخر»، من رعاية المسنين، ورواتب التقاعد، ورعاية الأطفال، والرعاية الطبية (بما في ذلك خطة المستحقات الصيدلانية) إلى المعاشات التقاعدية. «كانت جميع الأساسيات التي يحق ويحصل عليها الأزواج المغايرين قانونيا كأمر مسلم به» تم منع الشركاء المثليين من الاستفادة منها بشكل فعال من النظام السابق.

### الاختلافات بين علاقات بحكم الأمر الواقع والزواج
منذ 1 مارس 2009، لا تزال هناك بعض الاختلافات القانونية فيما يتعلق بمعاملة الشركاء في علاقة بحكم الأمر الواقع والأزواج المغايرين في الزواج. وتوجد اختلافات بين حقوق الشركاء بحكم الأمر الواقع والزوجين فيما يتعلق بالمسائل قانون الأسرة، بما في ذلك المستوطنات الملكية والاستحقاقات لصيانة الزوجية. يجب أن تنتهي العلاقة بحكم الأمر الواقع للمحكمة لإصدار أمر لتسوية الملكية أو بالنفقة الزوجية، رغم أن هذا الشرط غير موجود للمتزوجين. للحصول على أمر بتسوية الممتلكات في الشراكة بحكم الأمر الواقع، يجب أن تقتنع المحكمة بما لا يقل عن واحد مما يلي:
- كانت فترة العلاقة بحكم الأمر الواقع لمدة عامين على الأقل؛ أو
- هناك طفل في العلاقة بحكم الأمر الواقع؛ أو
- العلاقة مسجلة بموجب قانون محدد لولاية أو إقليم؛ أو
- هذا الفشل في إصدار أمر من شأنه أن يؤدي إلى ظلم خطير بسبب المساهمات الكبيرة التي قدمها أحد الطرفين.

وعلى سبيل المقارنة، بالنسبة للزوجين، يكفي أن يكونا الشخصان متزوجين لاجتذاب اختصاص المحكمة لصيانة الممتلكات الزوجية.

## زواج المثليين

### القانون الفدرالي
يحكم قانون الزواج الفيدرالي القوانين المتعلقة بالزواج في أستراليا. يعرف القانون الزواج (في القسم 5 من القانون) بأنه «اتحاد شخصين مع استبعاد جميع الآخرين، دخلا فيه طواعية مدى الحياة».

### تاريخ
تم تشريع قانون الزواج في عام 1961، وقبل عام 2004 لم يتم تحديد بشكل واضح للمعنى القانوني للكلمة «الزواج». غير أن المادة 46 (1) من القانون تتضمن دائما حكما يتطلب من عاقدي الزواج ذكر الطبيعة القانونية للزواج في أستراليا، أي. «اتحاد شخصين مع استبعاد جميع الآخرين، يدخلان في طواعية مدى الحياة»، أو كلمات بهذا المعنى. في السابق كان الشرط هو أن يكون الزواج هو اتحاد «رجل وامرأة»، أو كلمات بهذا المعنى، تماشياً مع حالة اللغة الإنجليزية في قضية «هايد ضد هايد» في عام 1866. اعتبرت الكلمات الواردة في القسم 46 كوصفة أو دعوة وليس تعريفًا قانونيًا.
في أغسطس 2004، قدمت حكومة هوارد مشروع قانون لإدخال تعريف للزواج في (القسم 5) من القانون؛ ك«مع استبعاد جميع الآخرين، يدخلان في طواعية مدى الحياة». أدرج القانون حكما جديدا (القسم 88EA) الذي ينص على أنه «لن يتم الاعتراف بأي زواج المثليين أجنبي بأنه زواج في أستراليا». وتم تأييد مشروع القانون من قبل حزب العمال المعارض وجاء وسط تزايد الجدل العام حول هذه القضية في أعقاب تقنين زواج المثليين عبر أحكام قضائية في ولاية ماساشوستس الأمريكية وكندا. ثم، وقد اعترف رئيس الوزراء جون هاورد حينها في وقت لاحق بأن التعديلات كانت مدفوعة جزئياً بالرغبة في منع الاعتراف بزواج المثليين من قبل المحاكم، كما كان يجري التقاضي في ذلك الوقت. منعت تعديلات إضافية ل«قانون الأسرة» الشركاء المثليين من كونهم مؤهلين ليصبحوا آباء وأمهات بالتبني للأطفال في ترتيبات التبني في بلد آخر، على الرغم من أنه قد تم تخفيف هذه القيود في نهاية المطاف في عام 2014. مرر مجلس النواب مشروع قانون في 13 أغسطس 2004 ودخل حيز التنفيذ في اليوم الذي حصل فيه على الموافقة الملكية، في 16 أغسطس 2004.
خلال ال13 سنة التالية، كانت هناك 22 محاولة غير ناجحة لتشريع زواج المثليين في البرلمان. وانقسمت حكومات العمال لرؤساء الوزراء كيفن رود وجوليا غيلارد (2007-13) بشأن هذه المسألة. على الرغم من إصدار قرار في المؤتمر الوطني للحزب في ديسمبر 2011 لدعم زواج المثليين، فقد حصل الحزب على تصويت ضمير عندما يتم مناقشة مشروع قانون عضو خاص لتشريع زواج المثليين في البرلمان في سبتمبر 2012. تم معارضة مشروع القانون من قبل رئيسة الوزراء غيلارد والعديد من أعضاء حزب العمال الآخرين، وكذلك من قبل الائتلاف المعارض، بقيادة توني أبوت. فشل مشروع القانون في مجلس النواب 42 صوتا لصالح مقابل 98 صوتًا ضد (42-98)، ورفضه مجلس الشيوخ في تصويت 26 صوتًا لصالحه مقابل 41 صوتًا ضد.

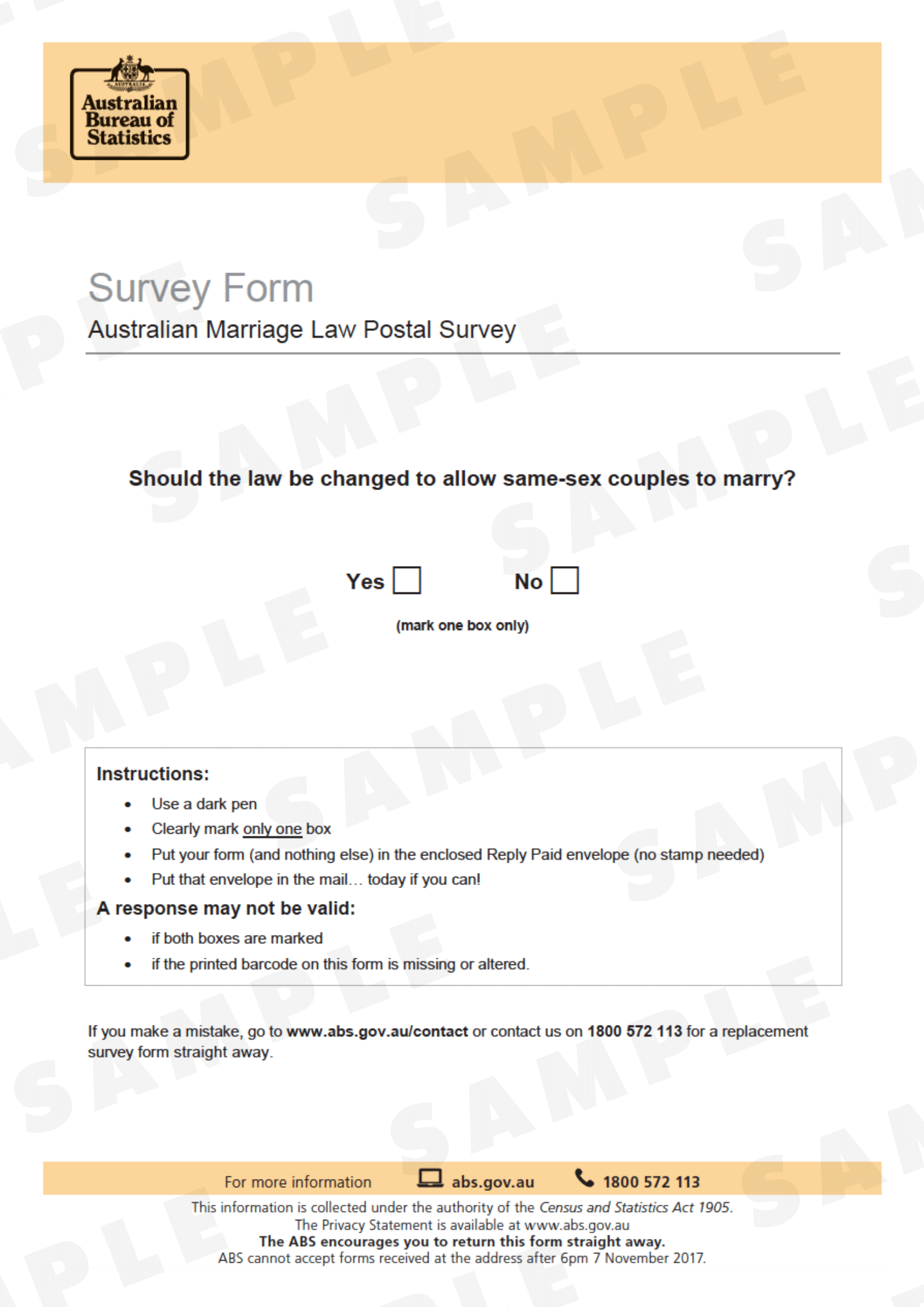
استمارة استطلاع قانون الزواج الأسترالي

تسببت هذه القضية في توتر كبير داخل حكومة أبوت (2013-15)، والتي حسمت في أغسطس 2015 لإجراء تصويت وطني على زواج المثليين، في وقت ما بعد الانتخابات الفيدرالية عام 2016، في شكل إما استفتاء أو استفتاء دستوري.
تم الحفاظ على هذه السياسة من قبل حكومة تيرنبول (2015-18) بعد أن حل مالكولم تورنبول (أحد مؤيدي زواج المثليين) محل أبوت كرئيس للوزراء. أقر مجلس النواب في 20 أكتوبر 2016 مشروع قانون إجراء الاستفتاء (الذي كان سيعقد في 11 فبراير 2017) بأغلبية 76 صوتًا لصالح مقابل 67 صوتا ضد (76-67)، على الرغم من رفض مجلس الشيوخ في الشهر التالي في تصويت 29 صوتا لصالح مقابل 33 صوتًا ضد (29-33)، بعد أن فشلت الحكومة في جذب دعم حزب العمال المعارض، وحزب الخضر الصغير وعدة سياسيين في مجلس الشيوخ.
على الرغم من اقتراح الحكومة في البداية «ليس لديها أي خطط لاتخاذ أي تدابير أخرى بشأن هذه المسألة»، تعرض رئيس الوزراء مالكولم تورنبول لضغوط متزايدة لتغيير السياسة والسماح بتصويت ضمير في البرلمان، بحلول أغسطس 2017، كشف عدد من أعضاء الحزب الليبرالي أنهم سوف يفكرون في عبور آراء أحزاب البرلمان لتعليق الأوامر الدائمة وإجبار النقاش حول تشريع زواج المثليين ضد رغبات الحكومة. وبالتالي، قررت الحكومة في اجتماع للحزب الليبرالي في 7 أغسطس 2017 إجراء استفتاء بريدي طوعي للمسألة في وقت لاحق من العام. ذكرت الحكومة أن الاستفتاء سيحدث إلا في حالة رفض مجلس الشيوخ مرة أخرى التشريع الذي يسمح بإجراء الاستفتاء، والذي حدث في 9 أغسطس 2017. لم يتطلب الاستفتاء موافقة تشريعية من قبل البرلمان وعلى الرغم من الطعن القانوني، تم تأكيده من قبل المحكمة العليا الأسترالية. أُجري الاستطلاع في الفترة ما بين 12 سبتمبر و 7 نوفمبر 2017، وكانت نتيجته «نعم» بنسبة 61.6% لصالح زواج المثليين. ردت الحكومة بتأكيدها أنها ستسهل تمرير مشروع قانون عضو خاص يشرع زواج المثليين قبل نهاية العام.
تم تقديم هذا القانون، تعديل قانون الزواج (التعريف والحريات الدينية) 2017، إلى البرلمان عن طريق السيناتور مثلي الجنس علنا عن حزب الليبرالي دين سميث. عدل مشروع القانون المادة 5 من قانون الزواج لتعريف الزواج في أستراليا باسم اتحاد «شخصين». كما أزال الحظر المفروض على الاعتراف في أستراليا بزواج المثليين الذي عقد في الخارج، بما في ذلك تلك التي حدثت قبل تغيير القانون. بالإضافة إلى ذلك، شمل مشروع القانون حماية عاقدي الزواج الدينيين والقساوسة والهيئات المنشأة لغرض ديني، على عدم إلزامهم بالقيام أو تقديم الخدمات والتسهيلات للزواج الذي يعترضون عليه. وافق مجلس الشيوخ على مشروع القانون في 29 نوفمبر/تشرين الثاني 2017 بأغلبية 43 صوتًا لصالح مقابل 12 صوتا ضد (43-12)، ومرره مجلس النواب في 7 ديسمبر/كانون الأول 2017 بأغلبية 131 صوتًا مقابل 4 أصوات، مع 11 امتناع (131-4). حصل مشروع القانون على الموافقة الملكية في 8 ديسمبر 2017 ودخل حيز التنفيذ في اليوم التالي.
تم الاعتراف تلقائيا بزواج المثليين الذي تم عقده بشكل قانوني خارج البلاد من ذلك التاريخ، وحدثت أول حفلات الزفاف بعد فترة الانتظار العادية لمدة شهر واحد اعتبارًا من 9 يناير 2018. تم بنجاح منح العديد من الأزواج المثليين إعفاء من فترة الانتظار لمدة شهر واحد، وأقيم أول حفل زواج مثلي بموجب القانون الأسترالي في 15 ديسمبر 2017، مع تنظيم مزيد من حفلات الزفاف في اليوم التالي.

### قوانين الولايات والأقاليم
امتد التشريع الفيدرالي لزواج المثليين إلى جميع الولايات والأقاليم الأسترالية، بما في ذلك الأقاليم الخارجية.
ولطالما كان لدى الدول والأقاليم القدرة على وضع قوانين فيما يتعلق بالعلاقات والشراكات، على الرغم من أن المادة 51 (21) من دستور أستراليا تنص على أن الزواج يتبع للسلطة التشريعية للبرلمان الفيدرالي.
منذ أن شرع الكومنولث (أي: البرلمان الفيدرالي) قانون الزواج. في عام 1961، كانت قوانين الزواج في أستراليا تُعتبر عمومًا تحت السلطة الحصرية للكومنولث. تعقدت الحقوق الدقيقة للولايات والأقاليم فيما يتعلق بإنشاء قوانين محلية لزواج المثليين بتعديل حكومة هاوارد لقانون الزواج في عام 2004 لتعريف الزواج باعتباره الاتحاد الحصري لرجل واحد وامرأة واحدة، مع إقصاء جميع الآخرين. قدم مقاطعة العاصمة الأسترالية حالة اختبار حول هذه المسألة، عندما أصدر المجلس التشريعي للمقاطعة في أكتوبر 2013 قانونًا يسمح بزواج المثليين. طعن الكومنولث (وبالتحديد حكومة توني أبوت) على الفور في القانون في المحكمة العليا الأسترالية. حكمت المحكمة العليا في هذا الشأن في ديسمبر 2013، بعد خمسة أيام من الاحتفال بأول زواج مثلي في مقاطعة العاصمة الأسترالية، مما أدى إلى إبطال قانون زواج المثليين. قررت المحكمة أن جميع القوانين المتعلقة بالزواج هي سلطة حصرية للكومنولث وأنه لا يوجد قانون ولاية أو إقليم ينشئ أي نوع آخر من الزواج يمكن أن يعمل في نفس الوقت مع قانون الزواج الفيدرالي؛ «إن نوع الزواج المنصوص عليه في قانون [الزواج] هو النوع الوحيد من الزواج الذي يمكن تشكيله أو الاعتراف به في أستراليا». كما حكمت المحكمة بأن قانون زواج المثليين الذي يقره البرلمان الفيدرالي يمكن أن يتم بشكل قانوني. أغلق الحكم إمكانية قيام ولاية أو منطقة بالتشريع لزواج المثليين في غياب قانون الزواج المثليين الفدرالي.
قبل هذا الحكم، وجدت التقارير الصادرة عن
اللجنة البرلمانية لنيو ساوث ويلز في القضايا الاجتماعية نسخة محفوظة 10 فبراير 2017 على موقع واي باك مشين. و معهد الإصلاح القانوني في تسمانيا أن برلمان ولاية «لديه سلطة التشريع في موضوع الزواج، بما في ذلك المثليين. ومع ذلك، إذا اختارت [نيوساوث ويلز] ممارسة تلك السلطة وسن قانون زواج المثليين، فقد يخضع القانون للتحدي في المحكمة العليا الأسترالية»، وأنه لا توجد حجج حالية «تمثل عائقًا مطلقًا أمام تحقيق أو الزواج على مستوى الولايات أو على مستوى الكومنولث». تلقت حكومة مقاطعة العاصمة الأسترالية النصيحة القانونية التي تدعم قانونية قانون زواج المثليين قبل صدور حكم المحكمة العليا، رغم أن العديد من الخبراء القانونيين أعربوا عن شكوكهم.
وبغض النظر عن مقاطعة العاصمة الأسترالية، فإن ولاية تسمانيا هي الدولة أو الإقليم الوحيد الآخر الذي أقر تشريعاً لزواج المثليين في غرفة تابعة لهيئته التشريعية. مرر مجلس النواب في الولاية في سبتمبر 2012 تشريع زواج المثليين بأغلبية 13 صوتا لصالح مقابل 11 صوتا ضد (13-11)، على الرغم من أن مجلس الشيوخ في الولاية صوت في وقت لاحق ضد التشريع بعد بضعة أسابيع في تصويت 6 أصوات لصالح مقابل 8 أصوات ضد (6-8).
مرر كلا المجلسين في وقت لاحق الاقتراحات لإعطاء دعم رمزي من حيث المبدأ لزواج المثليين.
قبل التشريع الفيدرالي لزواج المثليين، اعترفت ست ولايات قضائية أسترالية (تسمانيا، مقاطعة العاصمة الأسترالية، نيوساوث ويلز، كوينزلاند، فيكتوريا وجنوب أستراليا)، التي تضم 90٪ من سكان أستراليا، بزواج المثليين والشراكات المدنية التي يتم عقدها في الخارج، مقدمين الاعتراف التلقائي لمثل هذه الاتحادات في سجلات الولاية الخاصة بها.

### القضايا الدستورية والقانونية
هناك فرق مهم في مصدر سلطة الكومنولث للتشريع للعلاقات الزوجية والواقعية. يشمل الزواج و «الأسباب الزوجية» المادتين 51 (21) و (22) من الدستور. كما أن الوضع القانوني للزواج معترف به دوليا في حين أن سلطة التشريع للعلاقات بحكم الأمر الواقع ومسائلها المالية تعتمد على الإحالات من الولايات إلى الكومنولث وفقا للمادة 51 (د) من الدستور الأسترالي، حيث تنص على أن القانون يمتد فقط إلى الولايات التي تتم إحالة المسألة إلى برلماناتها، أو التي تعتمد القانون بعد ذلك.

### قضايا المتحولين جنسيا وثنائيي الجنس
في عام 2001، في قضية ري كيفن - قانونية زواج المتحولين جنسيا، أقرت محكمة الأسرة في أستراليا بحق المتحول جنسياً في الزواج وفقا اجندرهم الحالي مقابل جنس ولادتهم؛ لم يسمح هذا بزواج المثليين من منظور الجندر الذي يعرف الزوجان به نفسهما، ولكن هذا يعني أن المتحولة جنسيا من الذكور إلى الإناث يمكن أن يتزوج رجلا من الناحية القانونية، ويمكن أن يتزوج متحول من أنثى إلى ذكر من الناحية القانونية امرأة.
في أكتوبر/تشرين الأول 2007، ألغت محكمة الاستئناف الإدارية قراراً أصدرته إدارة الشؤون الخارجية يرفض إصدار جواز سفر امرأة متحوّلة جنسيًا تدرجها كأنثى لأنها متزوجة من امرأة. وأمرت المحكمة بإصدار جواز سفر لها كإمرأة، وفقا لوثائقها الرسمية الأخرى، وبذلك تقر بوجود زواج بين شخصين معترف بهما قانونا كإناث. وأشار ناشطو زواج المثليين أن تشريعه يجب أن يكون شاملة لحقوق الاشخاص المتحولين جنسيا والأشخاص ثنائيي الجنس، مع كون الأشخاص ثنائيي الجنس يشككون في تسمية «زواج المثليين»، تم الاخذ بهذه المخاوف من خلال التشريع الفيدرالي لزواج المثليين في ديسمبر 2017، والذي عدل تعريف الزواج إلى «شخصين».
في عام 2017، لم تطلب سوى جنوب أستراليا ومنطقة العاصمة الأسترالية من الأشخاص المتحولين جنسيا الطلاق قبل تسجيل التغيير الرسمي للجندر في شهادة الميلاد. تمت إزالة هذا الشرط بموجب القانون الفيدرالي في ديسمبر 2018. أقرت ولاية فيكتوريا تشريعاً يزيل شرط الطلاق القسري في مايو 2018، وتم إقرار تشريع مماثل في نيو ساوث ويلز وكوينزلاند في الشهر التالي. انضمت أستراليا الغربية إلى هذه الولايات القضائية وألغت شرط الطلاق القسري في فبراير 2019. تم تقديم مشروع قانون في برلمان ولاية تسمانيا من قبل الحكومة الليبرالية لإلغاء شرط الطلاق القسري، يحتاج مشروع القانون للمرور في المجلس التشريعي في تسمانيا.

## تشريعات الزواج الأسترالي

### قانون الزواج 1961
قانون الزواج هو قانون اتحادي شرعه برلمان أستراليا. أصبح ساري المفعول منذ عام 1961 ويحكم القوانين والأنظمة المتعلقة بالزواج الشرعي في أستراليا. فيما يتعلق بالاعتراف بالعلاقات المثلية، تم تعديل القانون في عامي 2004 و 2017.

### تعديل قانون 2004
في 27 أيار/مايو 2004، قدم المدعي العام الاتحادي آنذاك، فيليب رودوك، «مشروع قانون تعديل الزواج 2004»، الذي يهدف لإدراج تعريف القانون العام للزواج في قانون الزواج 1961. في يونيو 2004، وافق مجلس النواب على مشروع القانون، ووافق مجلس الشيوخ على التعديل في 13 أغسطس 2004 بأغلبية 38 صوتًا لصالح مقابل 6 أصوات ضد (38-7). وبعد ذلك حصل مشروع القانون على الموافقة الملكية، ليصبح «قانون تعديل الزواج 2004». نص التعديل على أن الزواج يعني «اتحاد رجل وامرأة مع إقصاء جميع الآخرين، يدخلان فيه طواعية مدى الحياة». وبالإضافة إلى ذلك، يحظر مشروع القانون الاعتراف بزواج المثليين التي يتم عقده في ولايات قضائية أخرى.
جادل المدعي العام رودوك وغيره من الليبراليين بأن مشروع القانون كان ضروريًا لحماية مؤسسة الزواج، وذلك من خلال ضمان وضع تعريف القانون العام خارج نطاق التحدي القانوني. اقترح نيكولا روكسون، النائب العام في الظل عن حزب العمال، في اليوم نفسه لاقترح التعديل أن الحزب لن يعارضه، بحجة أنه لا يؤثر على الوضع القانوني للعلاقات المثلية، واضعا فقط في القانون الأساسي مايوجد بالفعل في القانون العام. دعم سيناتور حزب الأسرة أولا مشروع القانون.
وعلى الرغم من دعم الأحزاب الرئيسية، إلا أن القانون واجه معارضة من مجتمع المثليين وجماعات حقوق الإنسان وبعض الأحزاب السياسية الصغيرة. عارض حزب الخضر الأسترالي مقابل مشروع القانون، واصفا اياه بانه «قانون الزواج التمييزي». عارض «الحزب الديمقراطيين الأسترالي» أيضا مشروع القانون. وصرح السيناتور الديمقراطي أندرو بارتليت بأن التشريع يخفض من قيمة زواجه، وأشار السيناتور عن حزب الخضر، بوب براون، إلى جون هوارد والتشريع على أنه «بغيضة».
طُلب من براون سحب تعليقاته ، لكنه رفض. كما ذكر بوب براون أن أستراليا لديها «سياسة أستراليا المغايرة».
لم يكن كل حزب العمال يدعم مشروع القانون. أثناء القراءة الثانية لمشروع القانون، قال أنتوني ألبانيز، النائب البرلماني عن الحزب: «سبب الإساءة هو أن الحكومة سارعت في هذا التشريع في ما قد يكون آخر أسبوعين من جلسات البرلمان. هذا القانون هو نتيجة لثلاثة وعشرين من النواب المتشائمين المتعصبين الذين تريد الضغط على الأزرار الموجودة في المجتمع».

### تعديل قانون 2017
قدم السيناتور دين سميث إلى البرلمان مشروع قانون خاص إلى مجلس الشيوخ لتغيير تعريف الزواج للسماح للأزواج المثليين بالزواج، بعد أن صوت 61.6% من الأستراليين الذين استجابوا في الاستفتاء البريدي على قانون الزواج الأسترالي لصالح دعم زواج المثليين. عدل مشروع القانون تعريف «الزواج» في القانون، مع حذف عبارة «رجل وامرأة» واستبدالها بصيغة محايدة جنسيا «شخصين». تم إلغاء التعديل الذي منع الاعتراف بزواج المثليين الذي عقد في الخارج في أستراليا. وافق مجلس الشيوخ على مشروع القانون في 29 نوفمبر بأغلبية 43 صوتًا لصالح مقابل 12 صوتا ضد (43-12)، واجتاز مجلس النواب بأغلبية 131 صوتًا لصالح مقابل 4 أصوات ضد (131-4) في 7 ديسمبر 2017.
حصل مشروع القانون على الموافقة الملكية من الحاكم العام في 8 ديسمبر 2017 ودخل حيز التنفيذ في اليوم التالي.
نتيجة للقانون، أصبح تعريف الزواج في أستراليا على النحو التالي:
«الزواج يعني اتحاد شخصين مع استبعاد جميع الآخرين، يدخلون فيه طواعية مدى الحياة.»
بموجب المادة 46 من قانون الزواج، يُطلب من عاقد الزواج أن يقول هذه الكلمات، أو كلمات بهذا المعنى، في كل حفل زواج.

### قانون المساواة في الزواج (زواج المثليين) 2013
في 13 أيلول/سبتمبر 2013، أعلنت حكومة مقاطعة العاصمة الأسترالية أنها ستقدم مشروع قانون لتشريع زواج المثليين، في أعقاب محاولة استمرت عشر سنوات للتشريع في المنطقة. «لقد كنا واضحين جدا في هذه القضية لبعض الوقت الآن وهناك دعم مجتمعي ساحق لهذا»، قالت رئيسة وزراء المقاطعة كاتي غالاغر «إننا نفضل أن نرى البرلمان الفيدرالي يشرع لمخطط وطني ثابت، ولكن في غياب هذا، سوف نعمل لصالح شعب المقاطعة. كان سيمكن مشروع قانون المساواة في الزواج 2013 الأزواج الذين لا يستطيعون الزواج تحت قانون الكومنولث للزواج 1961 بالزواج في مقاطعة العاصمة الأسترالية. وسوف ينص على عقد المهنة، والأهلية، والحل، والإبطال، والمتطلبات التنظيمية وإشعار النية فيما يتعلق بزواج المثليين.» في 10 أكتوبر 2013، أكد المدعي العام الفيدرالي جورج براندس أن حكومة الكومنولث ستطعن في مشروع قانون المقاطعة المقترح، معلنا أن لدى حكومة الائتلاف مخاوف دستورية مهمة فيما يتعلق بمشروع القانون. تمت مناقشة مشروع القانون في الجمعية التشريعية لمقاطعة العاصمة الأسترالية في 22 أكتوبر 2013، ومرر بأغلبية 9 أصوات لصالح مقابل 8 أصوات ضد (9-8).
بموجب التشريع، كان المثليين مسموحًا به قانونًا اعتبارًا من 7 ديسمبر/كانون الأول 2013.
فور صدور قانون المقاطعة، أصدر الكومنولث تحديًا أمام المحكمة العليا، التي أصدرت الحكم في 12 ديسمبر 2013. فيما يتعلق بالعلاقة بين قانون المقاطعة والتشريع الفيدرالي، حكمت المحكمة أن قانون المقاطعة غير صالح و «لا تأثير»، لأنه كان «غير متناسق»، من حيث قانون الحكم الذاتي في مقاطعة العاصمة الأسترالية 1988، ومع قانون الزواج الفيدرالي لعام 1961 (الكومنولث). كان ذلك غير متسق سواء بسبب أن تعريفه للزواج يتعارض مع تعريفه في القانون الفيدرالي ولأن الفعل الفيدرالي كان حصريًا، ولم يترك مجالًا لأي تعريف آخر في تشريعات الولايات أو الإقليم. ومع ذلك، واصلت المحكمة تحديد أن كلمة «زواج» في الدستور المادة 51 (xxi) يتضمن زواج المثليين، مما يوضح أنه لا يوجد عائق دستوري لتشريع الكومنولث لزواج المثليين في المستقبل. ويمكنه القيام بذلك عن طريق تعديل تعريف «الزواج» في قانون الزواج، وهو ماحصل في ديسمبر 2017.

## إحصاءات الزواج
بحلول 30 حزيران/يونيو 2018، أي بعد 6 أشهر من تشريع زواج المثليين، جرت في أستراليا 3,409 من حفلات زواج المثليين. وقعت معظمها في نيو ساوث ويلز (1,090)، تلتها فيكتوريا (826)، كوينزلاند (595)، أستراليا الغربية (315)، جنوب أستراليا (174)، تسمانيا (67)، مقاطعة العاصمة الأسترالية (59)، الإقليم الشمالي (23). وجمع هذا مع الأزواج الذين أعلنوا أنهم متزوجون بالفعل (ربما في الخارج)، حوالي 10% من الأزواج المثليين الذين يعيشون معا كانوا متزوجين في ذلك الوقت. بحلول 15 تشرين الثاني/نوفمبر 2018، أي بعد عام واحد من إعلان نتائج الاستفتاء البريدي، ازداد العدد الإجمالي لحفلات زواج المثليين التي تم الاحتفال بهم في جميع أنحاء البلاد ليصل إلى 5,420 حفلة زواج.
تمكن الأزواج البريطانيون الأستراليون من الزواج في سفارات وقنصليات بريطانية في أستراليا بعد أن قامت المملكة المتحدة بتشريع زواج المثليين في عام 2014. من يونيو 2014 إلى أكتوبر 2017، استفاد 445 من الأزواج المثليين من ذلك، وتزوجوا في مكاتب دبلوماسية بريطانية عبر أستراليا.

## مخططات اعتراف الولايات والأقاليم
يمكن للشركاء المثليين الوصول إلى مخططات مختلفة للاعتراف على العلاقات في الولايات والأقاليم الثمانية في أستراليا. بموجب القانون الفيدرالي، يتم التعامل معها كعلاقات بحكم الواقع. على الرغم من تمرير أستراليا لقانون زواج المثليين الفيدرالي، إلا أن هذه المخططات تبقى في مكانها كخيار للأزواج والشركاء المثليين.

### الاتحادات/الشراكات المدنية
يمكن للشركاء المثليين الدخول في شراكات مدنية في كوينزلاند ومقاطعة العاصمة الأسترالية. يشمل كلا النظامين مراسم الولاية المعترف بها والتي تشبه مراسم الزواج.

#### مقاطعة العاصمة الأسترالية
يمكن للشركاء المثليين الدخول في اتحادات مدنية في منطقة العاصمة الأسترالية. في أغسطس 2012، وافقت الجمعية التشريعية للمنطقة على «مشروع قانون الاتحاد المدني» الخاص بالمنطقة. يمنح قانون المنطقة العديد من حقوق المتزوجين تحت قانون الزواج للشركاء المثليين. لم تعترض حكومة غيلارد الفدرالية على القانون. وكان من المقرر إلغاؤه، وأن لا يعود بإمكان الشركاء المثليين الوصول إلى الاتحادات المدنية عند بدء قانون المساواة في الزواج (زواج المثليين) لعام 2013، الذي (إذا لم تقم بإلغاءه المحكمة العليا) كان سيتم حينها تشريع زواج المثليين في الإقليم بشكل دائم. نظرا لحكم المحكمة العليا الذي ألغى قانون المساواة في الزواج (زواج المثليين) والتي حكمت بعدم صلاحيته، ماجعل إلغاء قانون الاتحادات المدنية 2012 دون تأثير، واستمر بذلك عقد الاتحادات المدنية في منطقة العاصمة الأسترالية حتى عام 2017. منذ عام 2017، أصبح تشكيل اتحاد مدني جديد غير ممكن لأن المادة 7 من قانون الاتحاد المدني تفرض على الأزواج المحتملين عدم إمكانية الزواج بموجب قانون الزواج 1961. عندما تم تقنين زواج المثليين، أصبح من المستحيل قانونًا تشكيل اتحادات مدنية رغم أن تلك التي تم تشكيلها لا تزال صالحة، كما أن الدخول في شراكة مدنية يبقى خيارًا.

#### كوينزلاند
أصبحت الشراكات المدنية، والتي يشار إليها باسم الاتحاد المدني قانونية في كوينزلاند منذ أبريل 2016. مرر برلمان الولاية «تعديل قانون التمييز» في ديسمبر/كانون الأول عام 2002، والذي أنشأ تعريفات غير تمييزية ل«شريك الأمر الواقع» فيما يتعلق ب42 تشريعا. وهذا أعطى الشركاء المثليين نفس الحقوق مثل الشركاء بحكم الأمر الواقع في معظم الحالات.
في 30 نوفمبر 2011، أقر برلمان كوينزلاند مشروع قانون يسمح بالشراكات المدنية في الولاية. تم تمرير التشريع بتصويت 47 صوتا لصالح مقابل 40 صوتا ضد (47-40)، بما فيها معارضة أربعة أصوات من حزب العمال الأسترالي. سمح قانون الشراكات المدنية 2011 للشركاء المثليين الذين هم من سكان ولاية كوينزلاند بالدخول في شراكة مدنية. بعد فترة وجيزة من تغيير الحكومة في انتخابات الولاية عام 2012، وبعد الإعلانات رفيعة المستوى لإلغاء القانون من قبل حزب كاتر الأسترالي، مررت حكومة الحزب اليبرالي القومي في كوينزلاند من يمين الوسط «مشروع قانون تعديل الشراكات المدنية وتشريعات أخرى 2012». غير القانون الجديد الاسم من «الشراكة المدنية» إلى «العلاقة المسجلة» وحظر على الولاية تقديم مراسم للذين يسجلون علاقتهم بهذه الطريقة. بعد انتخابات عام 2015، التي شهدت تشكيل حكومة أقلية، وافق البرلمان (في ديسمبر 2015) على مشروع قانون العلاقات (الشراكات المدنية) والقوانين الأخرى 2015، الذي أعاد الاحتفالات التي تقدمها الولاية للشركاء المثليين والشركاء المغايرين. وغير ذلك مرة أخرى وأعاد اللوائح من «العلاقات المسجلة» إلى «الشراكات المدنية». دخل القانون حيز التنفيذ بعد عدد من المسائل الإدارية التي حدثت، مع استئناف عقد الشراكات المدنية في الولاية في 2 أبريل 2016.

### العلاقات المسجلة
يمكن للشركاء المثليبن الوصول إلى سجلات الشراكة المنزلية (المعروفة باسم العلاقات المسجلة) في نيو ساوث ويلز وتسمانيا وفيكتوريا وجنوب أستراليا.

#### نيوساوث ويلز
اعترفت نيو ساوث ويلز، أكبر ولاية في أستراليا من حيث عدد السكان، بالشراكات المنزلية منذ يوليو 2010. وقد أقر البرلمان «قانون تسجيل العلاقات 2010» في مايو/أيار ودخل حيز التنفيذ في 1 يوليو 2010. ينص القانون على وجود دليل قاطع على وجود علاقة وتضمن حصول الشركاء على جميع الحقوق الممنوحة للشركاء بحكم الواقع بموجب قانون الولاية والقانون الفيدرالي. في السابق، في يونيو 2008، أقر البرلمان «قانون تعديل قوانين متنوعة (العلاقات المثلية) 2008». عدل القانون العديد من قوانين الولاية الأخرى للاعتراف بالأم الشريكة للأم البيولوجية كأم قانونية للأطفال المولدوين من خلال التلقيح الاصطناعي وضمان الاعتراف بالأمين في شهادات ميلاد أطفالهن. بالإضافة إلى ذلك، عدل القانون 57 تشريعا من تشريعات الولاية لضمان معاملة الشركاء بحكم الواقع، بما في ذلك الشركاء المثليين، على قدم المساواة مع الأزواج المتزوجين. وأخيرًا، عدل القانون قانون نيوساوث ويلز لمكافحة التمييز لضمان حماية الشركاء المثليين من التمييز على أساس «وضعهم العائلي أو الزوجي» في العمل والإقامة والوصول إلى السلع والخدمات الأخرى.
كما سعت نيو ساوث ويلز إلى سن تشريعات فيما يتعلق بزواج المثليين. في نوفمبر 2013، تم تقديم مشروع قانون إلى المجلس التشريعي لتشريع زواج المثليين على مستوى الولاية، ولكن تمت هزيمته بفارق ضئيل. تم إدراج الإقليم الخارجي لجزيرة نورفولك، منذ 1 يوليو 2016، في تشريعات نيوساوث ويلز.

#### فيكتوريا
اعترفت فيكتوريا بالشراكات المنزلية منذ ديسمبر 2008. أصدر البرلمان قانون العلاقات في 10 أبريل 2008 ودخل حيز التنفيذ في 1 ديسمبر 2008. يسمح القانون للشركاء المثليين بتسجيل علاقاتهم في سجل الولاية للولادات والوفيات والزيجات، وتقديم دليل قاطع على وجود علاقة بحكم الأمر الواقع، مما يتيح لهم الحصول على جميع مزايا وحقوق الشركاء بحكم الأمر الواقع بموجب قانون الولاية والقانون الفيدرالي. في عام 2016، أصدر البرلمان الفيكتوري إصلاحات على تشريعات الولاية الخاصة بالشراكة المحلية، والسماح بالاعتراف بزواج المثليين الذي تم عقده في الخارج على وثائق رسمية، وكذلك السماح للشركاء باختيار الاحتفال الرسمي عند التسجيل لشراكة منزلية. يعتبر أقدم إصلاح تشريعي في الولاية يهدف إلى توفير المساواة في المعاملة للشركاء المثليين. في أغسطس 2001، في شكل «تعديل قانون النظام الأساسي (العلاقات) 2001» و«قانون تعديلات أخرى للنظام الأساسي (العلاقات) 2001». وعدلت القوانين 60 قانونًا في فيكتوريا لمنح الشركاء المثليين، والذين يطلق عليهم «الشركاء المنزليون»، العديد من الحقوق المساوية لتلك الحقوق التي يتمتع بها الشركاء بحكم الأمر الواقع، بما في ذلك الوصول إلى المستشفيات، وأخذ القرار الطبي، ومعاشات التقاعد، وحقوق الميراث، وضريبة الأملاك، وحقوق التملك/الإيجار، ومعالجة الصحة العقلية، وضحايا الجرائم.

#### جنوب أستراليا
في جنوب أستراليا، عدل «تعديل قانون النظام الأساسي (الشركاء المنزليين) 2006» (عدد 43)، والذي دخل حيز التنفيذ 1 يونيو 2007، 97 قانونا آخر، واستغنى عن مصطلح شريك «الأمر الواقع» لصالح «الشركاء المنزليين». وهذا يعني أن نفس القانون يشمل الشركاء المثليين وأي شخصين يعيشان معاً. في ديسمبر/كانون الأول 2016، أقر البرلمان قانونًا ينشئ سجلًا للشركاء المثليين ويقر بالعلاقات بين الشركاء المثليين الذين تزوجوا أو دخلوا في اتحاد رسمي في دول ومناطق أخرى. دخل هذا القانون حيز التنفيذ في 1 أغسطس 2017. قبل هذا الإصلاح، كان بإمكان للشركاء المثليين أن يبرموا اتفاقية مكتوبة تسمى «اتفاقية الشراكة المنزلية» حول ترتيباتهم المعيشية. يمكن إعداد ذلك في أي وقت وتعتبر قانونية من وقت تقديمها، ولكن يجب أن يفي بمتطلبات أخرى، مثل الالتزامات المشتركة، قبل الاعتراف بهم كشركاء منزليين.

#### تسمانيا
في ولاية تسمانيا، ابتداءً من 1 يناير 2004، يسمح قانون علاقات 2003 للشركاء المثليين بتسجيل اتحادهم كنوع من الشراكة المنزلية في فئتين مختلفتين ، «علاقات مهمة» و «علاقات رعاية»، مع سجل الولاية المواليد والأموات والزيجات. تم تضمين التعريف الجديد للشريك أو الزوج، «شخصان في علاقة سواء كانت جنسية أم لا»، في 80 تشريعا، مما يعطي حقوقا للشركاء المثليين في اتخاذ القرارات حول صحة الشريك، ويوفر الوصاية عندما يكون الشريك غير منحاز، ويمنح الشركاء المثليين إمكانية الوصول إلى معاشات القطاع العام للشريك. كما يسمح لأحد الشريكين بتبني الطفل البيولوجي لشريكه الآخر. في سبتمبر/أيلول 2010، أقر برلمان تسمانيا بالإجماع تشريعاً للاعتراف بزواج المثليين في ولايات قضائية أخرى كشراكات مسجلة بموجب قانون العلاقات لعام 2003، مما يجعله أول ولاية أو إقليم أسترالي يقوم بذلك.
في أغسطس 2012، تم تقديم مشروع قانون إلى برلمان تسمانيا لتشريع زواج المثليين. وافق
مجلس النواب على مشروع القانون، ولكن تم رفضه في وقت لاحق من قبل مجلس الشيوخ في 28 سبتمبر 2012. في أكتوبر 2013، تم إعادة عرض مشروع القانون في مجلس الشيوخ وتمت هزيمته مرة أخرى.

#### الاعتراف القانوني بالشراكة المسجلة في حكومات الولايات والأقاليم
| الولاية/الإقليم           | حالة العلاقة الرسمية | سنة التشريع |
| ------------------------- | -------------------- | ----------- |
| مقاطعة العاصمة الأسترالية | اتحاد مدني           | 2012        |
| نيوساوث ويلز              | شراكة مسجلة          | 2010        |
| كوينزلاند                 | شراكة مدنية          | 2012        |
| تسمانيا                   | علاقة مهمة           | 2004        |
| فيكتوريا                  | علاقة منزلية         | 2008        |
| جنوب أستراليا             | علاقة مسجلة          | 2017        |

### لا وجود لنظام تسجيل العلاقة
يوجد الشركاء المثليون والشركاء المغايرون بحكم الأمر الواقع في جميع الولايات والأقاليم، إلا أن عدم وجود قدرة فعلية للشركاء لبيان أدلة قاطعة على علاقاتهم في أستراليا الغربية والإقليم الشمالي يمكن أن تجعل من الصعب عليم الوصول إلى الحقوق الممنوحة لهم وفقا للقانون. يناقش هذا القسم باختصار الوضع في هذه الولايات القضائية، التي تفتقر إلى الشراكات المسجلة للشركاء المثليين (أو الشركاء المغايرين). تجدر الإشارة مع ذلك إلى أنه من المرجح أن يشمل القسم 118 من دستور أستراليا (قسم الإيمان والائتمان الكامل) للأشخاص المسجلين بموجب قوانين الولايات والأقاليم في قوانين الشراكة المدنية/المنزلية أن يكونوا قادرين على إنفاذ حقوقهم في الولايات القضائية التي لاتحتوي على تشريع محدد.

#### الإقليم الشمالي
في الإقليم الشمالي، في آذار/مارس 2004، سنت حكومة الإقليم قانون إصلاح القوانين (الجندر والتوجه الجنسي والعلاقات بحكم الأمر الواقع) 2003 لإزالة التمييز التشريعي ضد الشركاء المثليين في معظم مجالات قانون الإقليم (باستثناء قانون تبني الأطفال) والاعتراف بالشركاء المثليين كعلاقات بحكم الأمر الواقع. أزال القانون التمييز على أساس جنس الشخص أو جندره أو علاقته بحكم الواقع في ما يقرب من 50 قانونًا وتنظيمًا. وكما هو الحال في نيوساوث ويلز وإقليم العاصمة الأسترالية، مكنت الإصلاحات أيضًا من الاعتراف بالشريكة المثلية للأم باعتبارها أما لطفل شريكها في قانون الولاية.

#### أستراليا الغربية
في أستراليا الغربية، أزال قانون تعديل القوانين (تعديل قوانين المثليين والمثليات) 2002 كل التمييز التشريعي المتبقي نحو التوجه الجنسي بإضافة التعريف الجديد «للشريك بحكم الأمر الواقع» إلى 62 قانونا وحكما، وأوجد قانونًا عائليًا جديدًا مصممًا للاعتراف بالشركاء المثليين كعلاقات بحكم الأمر الواقع.

### مخططات الحكومات المحلية
أنشأ عدد من المجالس الحكومية المحلية في أستراليا مخططات للاعتراف قانونيا بالعلاقات المثلية، والتي تسمح للشركاء بتسجيل علاقتهم وتقديم دليل قاطع على وجود اتحاد بحكم الأمر الواقع لأغراض القانون الفيدرالي.
- مدينة سيدني، نيوساوث ويلز - الشراكات المسجلة منذ عام 2004[149]
- بلدية ولاهرا، نيوساوث ويلز - الشراكات المسجلة منذ عام 2008
- مدينة بلو ماونتينز، نيوساوث ويلز - الشراكات المسجلة منذ عام 2010 [150]
- مدينة فنسنت ، أستراليا الغربية - الشراكات المسجلة منذ عام 2012[151]
- مدينة بورت هيدلاند، أستراليا الغربية - الشراكات المسجلة منذ عام 2015[152]

في فيكتوريا، أنشأت مدينتا ملبورن ويارا سجلات إعلان العلاقة في عام 2007. ألغت كلا الحكومتين المحلية السجلات في عام 2018، بعد تقنين زواج المثليين على المستوى الفيدرالي.

#### أوامر الحكومة المحلية
كما نشرت مجموعات الحكومة المحلية مواقف رسمية لصالح زواج المثليين. في يونيو 2016، وافقت على اقتراح يدعم تشريع زواج المثليين. طرح الاقتراح كل من اللورد رئيس بلدية داروين «كاترينا فونغ ليم» وعضوة مجلس مورتلاند ميغان هوبر ، عضو مجلس مورتلاند. تمت الموافقة عليها من قبل أغلبية قوية في جمعية الحكومة المحلية الأسترالية يقرأ الاقتراح ما يلي؛
ذهب الاقتراح إلى مجلس إدارة جمعية الحكومة المحلية الأسترالية للموافقة عليه، والذي قدمه المجلس في 21 يوليو 2016.
اعتبارًا من 1 يناير 2018، من بين 546 حكومة محلية (تُعرف أيضًا باسم «المجالس» أو «الشاير») في أستراليا، مررت 62 منها بأمر رسمي لدعم تشريع زواج المثليين.
هذه الحكومات المحلية هي:
مدينة سيدني، مدينة غيلونغ الكبرى، مدينة هوبارت، مدينة مورلاند، مدينة فينسنت، مجلس كامدن، مدينة هاوكيسبوري، كونامبل شاير، مدينة راندويك، تنترفيلد شاير، إينر واست سيتي، لاغلان شاير، بيغا فالي شاير، مدينة بلو ماونتينز، سيرف كوست شاير، هيبرن شاير، مدينة ليسمور، مدينة ألبوري، مدينة بالارات، مدينة وودونغا، مدينة غلينورشي، بايرون شاير، مدينة بورت فيليب، مدينة غلين إيرا، هوبسونس باي، مدينة شيبارتون الكبيرة، مدينة داريبين،  بولوكي شاير، مدينة شابرتون الكبيرة، مدينة ماريبيرنزنغ، مجلس سنترال كوست، مجلس كينغبورو، ستراتبوغي شاير، مجلس ريتشموند فالي، مدينة ملبورن، مدينة بانيول، مدينة يارا، إنديغو شاير، مدينة بورت هيدلاند، داروين، بريزبان، مدينة ليك ماكواري، مدينة شوالهافن، مدينة موناش، مدينة كينغستون، مدينة ويتليسي، مدينة فريمانتل، مدينة بايسواتر، باس كوست شاير، كاردينيا شاير، مدينة ويلوبي، مجلس شمال سيدني، مدينة وارنامبول، نوسا شاير، بلدية وولاهرا، دوغلاس شاير، كامباسب شاير، مدينة نيوكاسل، مدينة موني فالي، مدينة ستونغتون، مجلس ويفرلي البلدي، مدينة بنديغو الكبرى، بيلينغين شاير، نيلومبيك شاير.
لا توجد حكومات محلية أخرى تفكر في اقتراح لدعم زواج المثليين.
رفضت حكومتان محليتان على الأقل اقتراحات لدعم زواج المثليين:
- مدينة لونسيستون[209]
- كامباسب شاير[210] (صوتت في وقت لاحق لدعم زواج المثليين)

## الرأي العام
يبين الجدول أدناه نتائج استطلاعات الرأي التي أجريت للتأكد من مستوى الدعم الشعبي لتشريع زواج المثليين في أستراليا.
| التاريخ              | المستطلع       | مؤيد  | معارض | لم يحدد |
| -------------------- | -------------- | ----- | ----- | ------- |
| مارس 2018            | إيسنشل         | 65%   | 26%   | 9%      |
| سبتمبر - أكتوبر 2017 | إسينشال        | 61%   | 32%   | 7%      |
| أغسطس - سبتمبى 2017  | نيوغايت ريسرتش | 58.4% | 31.4% | 10.2%   |
| أغسطس 2017           | نيوزبول        | 63%   | 30%   | 7%      |
| يوليو 2017           | إسنشال         | 63%   | 25%   | 12%     |
| يوليو 2017           | يوغوف          | 60%   | 28%   | 12%     |
| فبراير 2017          | غالاكسي        | 66%   | –     | –       |
| سبتمبر 2016          | نيوزبول        | 62%   | 32%   | 6%      |
| أغسطس 2016           | إسنشال         | 57%   | 28%   | 15%     |
| مارس 2016            | إسنشال         | 64%   | 26%   | 11%     |
| مارس 2016            | روي مورغان     | 76%   | 24%   | –       |
| أكتوبر 2015          | إسنشال         | 59%   | 30%   | 11%     |
| أغسطس 2015           | إسنشال         | 60%   | 31%   | 10%     |
| أغسطس 2015           | إيبسوس         | 69%   | 25%   | 6%      |
| يوليو 2015           | ريتشتيل        | 53.8% | 32.8% | 12.4%   |
| يونيو 2015           | إيبسوس         | 68%   | 25%   | 7%      |
| يوليو 2014           | نيوزبول        | 69%   | 26%   | 6%      |
| يوليو 2014           | كروزبي توكستور | 72%   | 21%   | 7%      |
| أغسطس 2013           | نيلسن          | 65%   | 28%   | 7%      |
| مايو 2013            | إيبسوس         | 54%   | 20%   | 26%     |
| مايو 2013            | روي مورغان     | 65%   | 35%   | –       |
| أغسطس 2012           | غالاكسي        | 64%   | 30%   | 5%      |
| يوليو 2011           | روي مورغان     | 68%   | 30%   | 2%      |
| أكتوبر 2010          | غالاكسي        | 62%   | 33%   | 5%      |
| يونيو 2009           | غالاكسي        | 60%   | 36%   | 4%      |
| يونيو 2007           | غالاكسي        | 57%   | 37%   | 6%      |
| يونيو 2004           | نيوزبول        | 38%   | 44%   | 18%     |

وفقا لاستطلاع، نشر في أواخر يناير 2018 من قبل مركز البحوث الاجتماعية جنبا إلى جنب مع الجامعة الوطنية الأسترالية، تم تصنيف زواج المثليين الحدث الأكثر تاريخية الذي شكل حياة الأستراليين. وصف 30% من المشاركين في الاستطلاع تقنين زواج المثليين بأنه أكثر الأحداث التاريخية في حياتهم، في حين ذكر 27% منهم هجمات 11 سبتمبر، وذكر 13% منهم اعتذار رئيس الوزراء السابق كيفين رود للأستراليين الأصليين، وذكر 13٪ منهم مجزرة بورت آرثر.

## الآداء الديني
معظم المنظمات الدينية الرئيسية في أستراليا لا تؤدي زواج المثليين في أماكن عبادتها.
- الدين المسيحي
  - «الكنيسة الكاثوليكية» - تعارض الكنيسة الكاثوليكية زواج المثليين و «تعتبر الزواج علاقة فريدة بين المرأة والرجل».[239]
  - المعمدانية - المجلس الوطني للكهنة المعمدانيين الأسترالية «يرفض التحركات لتوسيع تعريف الزواج لتشمل العلاقات المثلية».[240]
  - الكنيسة الأنغليكانية - الموقف الرسمي للكنيسة الإنغليكانية هو أن الزواج هو «اتحاد حصري ودائم لرجل وامرأة».[241] على الرغم من أن عددًا من أعضاء الكنيسة البارزين قد أعلنوا تأييدهم لزواج المثليين، واحتمالية الانقسام الرسمي حول هذه القضية.[242] في أكتوبر عام 2018، قامت الأسقفية الأنغليكانية في سيدني بحظر زواج المثليين والأحداث التي قد تدعو إلى «التعبير عن الجنس البشري الذي يتعارض مع عقيدة زواجنا» في نحو ألف ملكية مملوكة للكنيسة.[243]
  - الأرثوذكسية الشرقية - تعتبر الكنيسة الزواج «سرًا ... يتم من خلاله تقديس الرب لاتحاد الرجل والمرأة».[244]
  - الخمسينية - تعارض المجموعة الرئيسية الممثلة للدين، الكنائس المسيحية الأسترالية، زواج المثليين.[245]
  - الكنيسة المشيخية - تعارض الكنيسة زواج المثليين واستجابت لنتائج استطلاع زواج المثليين بالقول أنها «تواصل الإمساك بالتعريف الكتابي للزواج بين رجل واحد وامرأة واحدة كما نعتقد أنها تعكس بشكل أفضل تصميم الرب الإبداعي للازدهار الإنسان».[246][247]
  - الكنيسة التوحيدية - في يوليو 2018، وافقت الجمعية الوطنية على إنشاء طقوس الزواج للأزواج المثليين.[248] أدرج التغيير تعريفًا محايدًا للجندر في الزواج في البيان الرسمي للكنيسة، على الرغم من احتفاظه أيضًا بالبيان الحالي حول الزواج باعتباره اتحادًا مغايرًا جنسياً، تصفه الكنيسة بأنه نهج «متساوٍ لكن متميز» لهذه القضية.[249] تم السماح بزواج المثليين في الكنيسة منذ 21 سبتمبر 2018.[250]
- الإسلام - يتفق معظم العلماء المسلمين على أن المثلية الجنسية «لا تتوافق مع علم اللاهوت الإسلامي».[251] مجلس الأئمة الوطني الأسترالي «يؤكد أن الإسلام يقدس الزواج فقط بين رجل وامرأة».[252]
- البوذية - ذكر اتحاد البوذية الأسترالي أنه لا يوجد شكل ثابت أو مسبق للزواج، على الرغم من أنه «ثابت في دعمه لزواج المثليين منذ عام 2012».[253]
- الهندوسية - أصدر المجلس الأسترالي لرجال الدين الهندوسيين بيانا توضيحيا في سبتمبر 2017 ينص على أن الزواج تحت الهندوسية بين رجل وامرأة. وقد وصلت المجموعة للموقف بعد إجراء تصويت رسمي يشير إلى موافقة 90% للموقف.[254]
- اليهودية - عادة ما يتم تنفيذ زواج المثليين في المعابد اليهودية الإصلاحية على الرغم من عدم السماح بها في أماكن العبادة اليهودية الأرثوذكسية.[255]